# Welai Selatan
Welai Selatan is een bestuurslaag in het regentschap Alor van de provincie Oost-Nusa Tenggara, Indonesië. Welai Selatan telt 746 inwoners (volkstelling 2010).